# Вильяфанья, Хорхе
Хорхе Антонио Флорес Вильяфанья (англ. и исп. Jorge Antonio Flores Villafaña; 16 сентября 1989, Анахайм, США) — американский футболист мексиканского происхождения, защитник. Выступал за сборную США.

## Клубная карьера
В 2007 году Хорхе победил в первом сезоне реалити-шоу Sueño MLS, проводимого MLS с целью выявления лучших среди неоткрытых юных талантов для дальнейшего их обучения в академиях клубов лиги, что подразумевает для них в перспективе возможность стать профессиональными игроками, за что и получил прозвище Sueño (с исп. — «мечта»), и присоединился к академии «Чивас США».
В июле 2007 года «Чивас США» подписали с Хорхе профессиональный контракт. Его дебют в MLS состоялся 9 сентября в матче против «Нью-Йорк Ред Буллз». 17 мая 2008 года в поединке против «Ди Си Юнайтед» Хорхе забил свой первый гол в MLS.
12 декабря 2013 года «Чивас США» обменял Вильяфанью с драфт-пиком в «Портленд Тимберс» на Эндрю Жан-Баптиста с драфт-пиком. 17 мая 2014 года в матче против «Коламбус Крю» он дебютировал за свою новую команду, заменив во втором тайме Максимильяно Уррути. 4 июля в поединке против «Лос-Анджелес Гэлакси» Хорхе забил свой первый гол за «Тимберс». В 2015 году Вильяфанья помог команде впервые в истории выиграть Кубок MLS.
После победы в Кубке MLS Вильяфанья был продан в мексиканский «Сантос Лагуна». Сумма сделки по данным журналистов составила чуть более $1 млн. 10 января в матче против «Леона» он дебютировал в мексиканской Примере. В 2018 году Хорхе помог клубу выиграть клаусуру.
8 августа 2018 года Вильяфанья вернулся в «Портленд Тимберс».
12 января 2021 года Вильяфанья с 16-м пиком Супердрафта MLS 2021 был обменян в «Лос-Анджелес Гэлакси» на 8-й пик Супердрафта с возможной доплатой дополнительных распределительных средств в зависимости от его будущих показателей. За «Лос-Анджелес Гэлакси» он дебютировал 18 апреля в матче стартового тура сезона 2021 против «Интер Майами». 8 мая 2022 года «Лос-Анджелес Гэлакси» поместил Вильяфанью в список травмированных до конца сезона из-за остеохондрального поражения левого колена. По окончании сезона 2022 контракт Вильяфаньи с «Лос-Анджелес Гэлакси» истёк.

## Международная карьера
В 2009 году в составе молодёжной сборной США Хорхе принял участие в молодёжном чемпионате мира в Египте. На турнире он сыграл в матчах против команд Германии, Камеруна и Южной Кореи.
25 января 2017 года тренер сборной США Брюс Арена вызвал Вильяфанью в тренировочный лагерь команды в преддверии товарищеских матчей со сборными Сербии 29 января и Ямайки 3 февраля. В матче с Сербией, выйдя на замену на 69-й минуте вместо Грега Гарсы, Хорхе дебютировал за первую национальную сборную. В матче с Ямайкой он впервые вышел в стартовом составе американцев.
В 2017 году Вильяфанья стал обладателем Золотого кубка КОНКАКАФ. На турнире он сыграл в матчах против сборных Панамы, Никарагуа, Коста-Рики и Ямайки.

## Достижения
Командные
 «Портленд Тимберс»
- Чемпион MLS (обладатель Кубка MLS): 2015
- Победитель Турнира MLS is Back (2020)

 «Сантос Лагуна»
- Чемпион Мексики: клаусура 2018

 США
- Золотой кубок КОНКАКАФ — 2017

## Личная жизнь
В ноябре 2011 года Хорхе сменил фамилию, начав использовать вместо отцовской фамилии — Флорес, фамилию матери — Вильяфанья.